# 科布伦茨-兰道大学
科布伦茨-兰道大学（Universität Koblenz-Landau）是一所曾經存在的公立大学，位于德国科布伦茨和兰道，成立于1990年，解散於2023年。

## 歷史
1969年，莱茵兰-普法尔茨州的六所师范学院合并为萊茵蘭-普法爾茨教育大學（Erziehungswissenschaftliche Hochschule Rheinland-Pfalz），1990年更名为科布伦茨-兰道大学。科布伦茨-兰道大学擁有17,000多名學生，是萊茵蘭-普法爾茨州規模第二大的大學。大約有61%的大學部學生研習教師培訓課程。2018年決定將大學分拆。2023年，蘭道校區與凱撒斯勞滕工業大學合併為萊茵蘭-普法爾茨凱澤斯勞滕-蘭道工業大學，科布倫茨校區則繼續作為一所獨立大學，稱為科布倫茨大學。